# Pereskiopsis rotundifolia
Pereskiopsis rotundifolia är en kaktusväxtart som först beskrevs av Dc., och fick sitt nu gällande namn av Nathaniel Lord Britton och Joseph Nelson Rose. Pereskiopsis rotundifolia ingår i släktet Pereskiopsis och familjen kaktusväxter. Inga underarter finns listade i Catalogue of Life.

## Bildgalleri

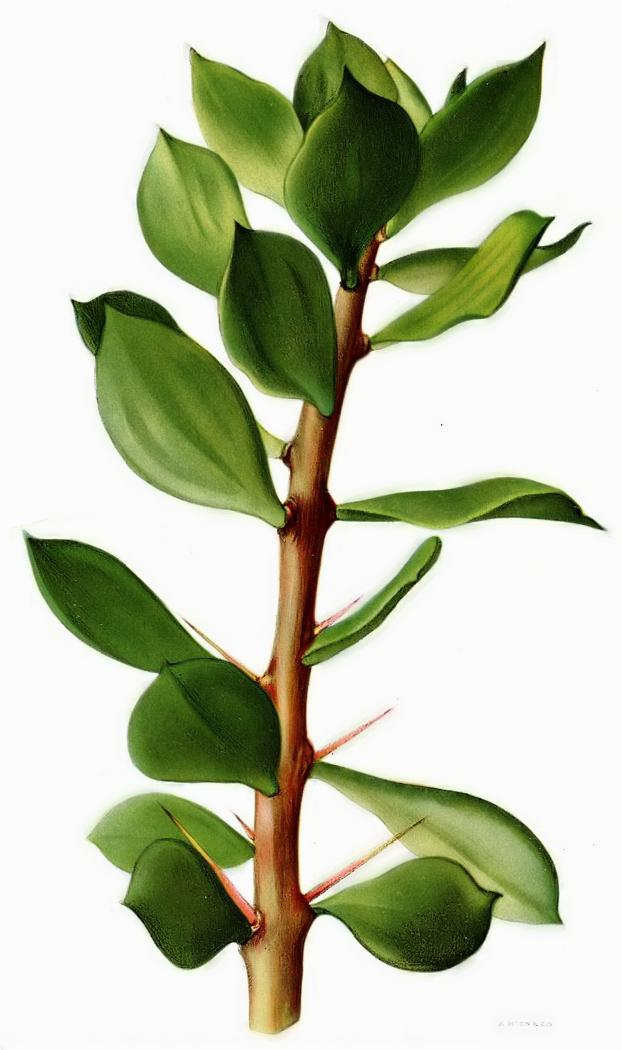
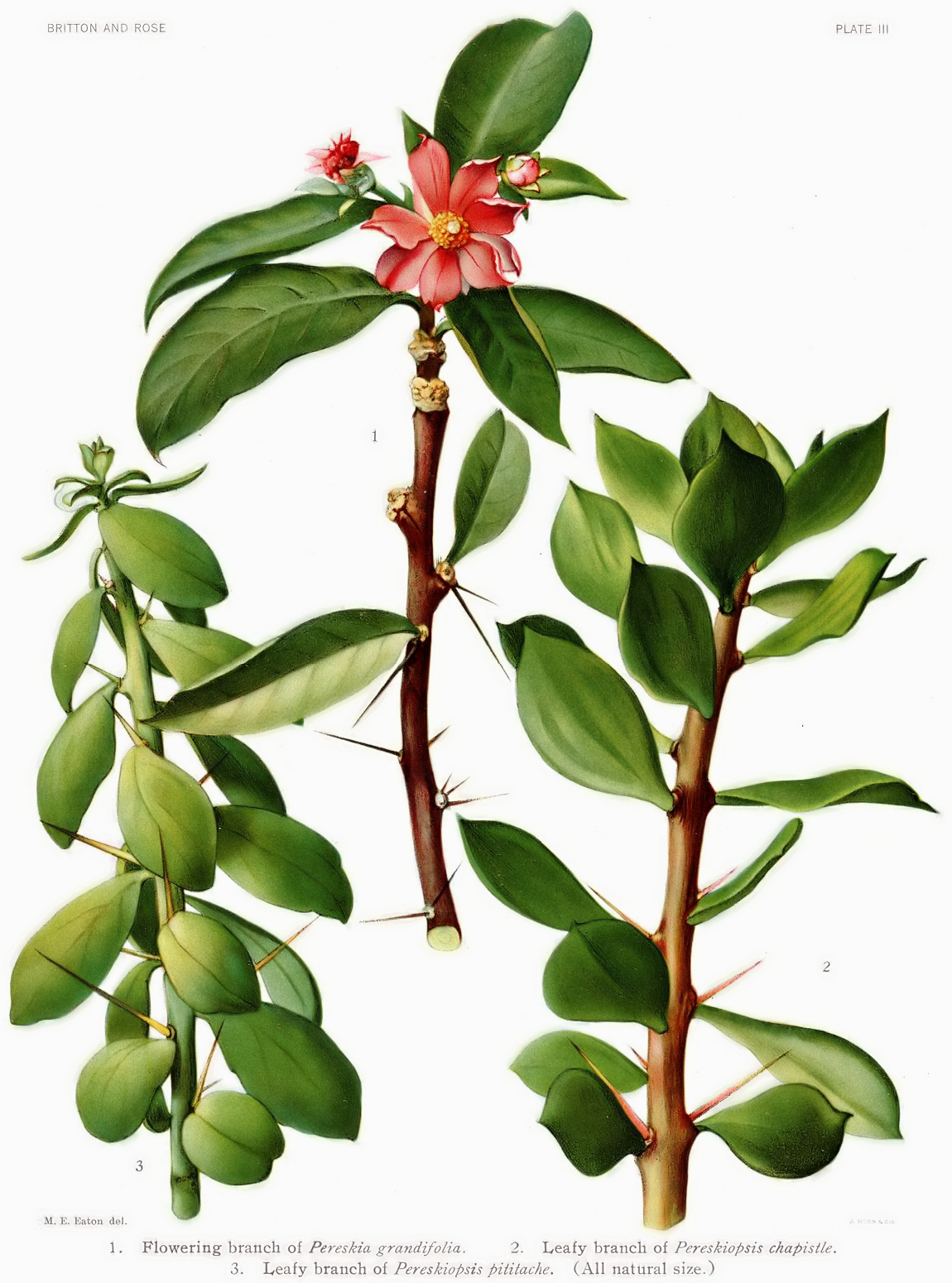
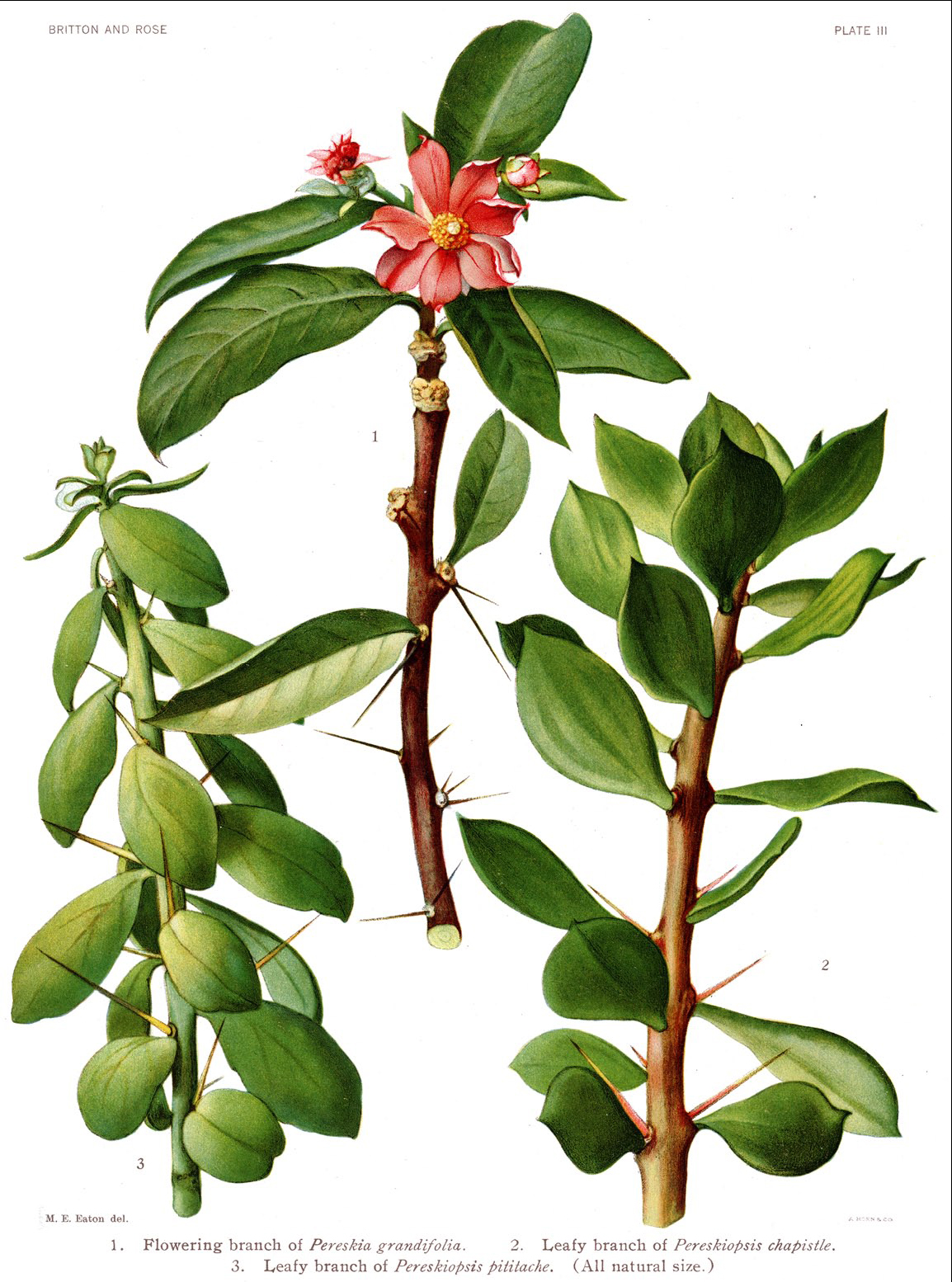
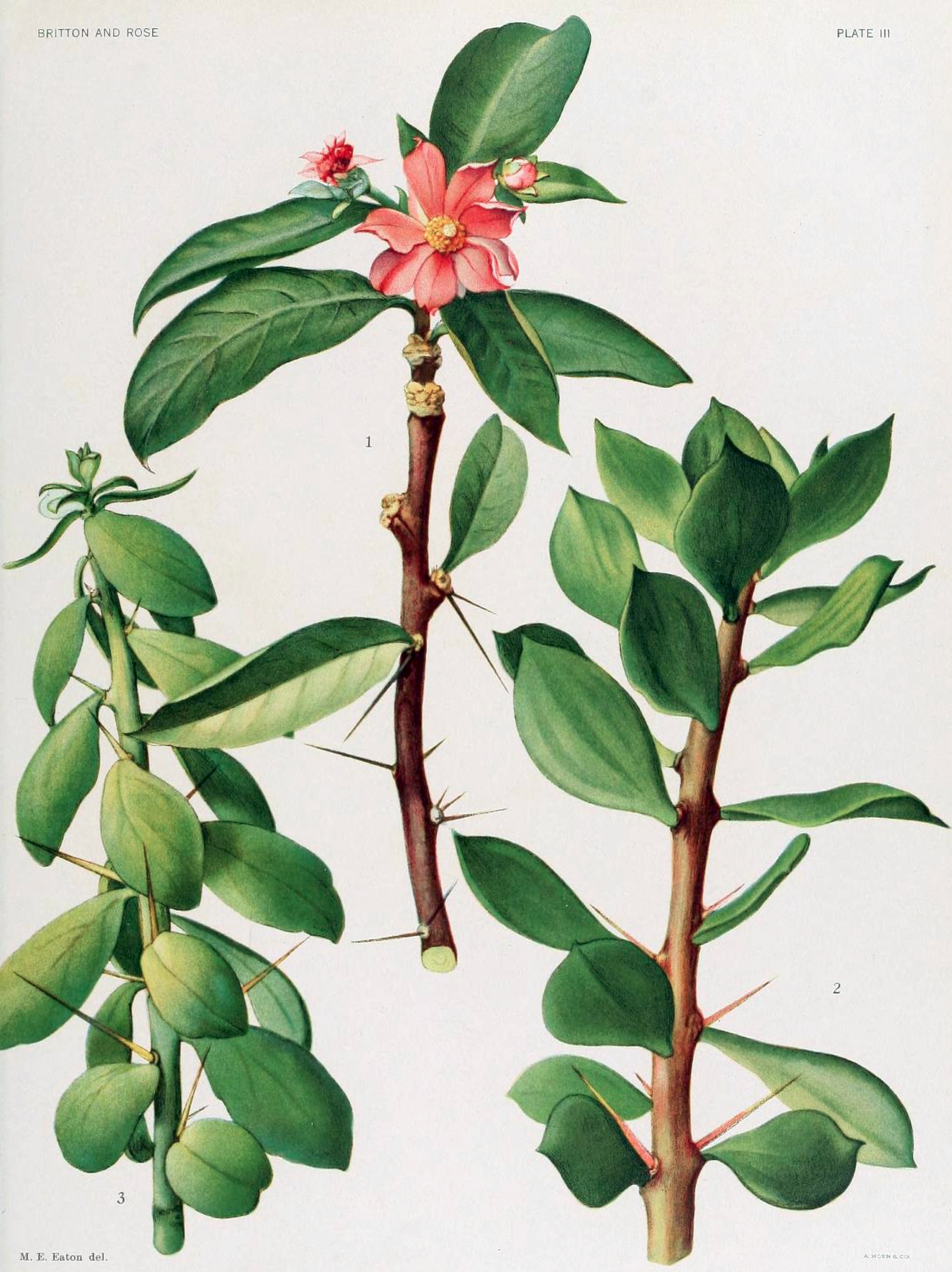